# Вілаван Чомптанґ
Вілаван Чомптанґ (нар. 0 грудня 1984) — колишня таїландська тенісистка.
Найвищу одиночну позицію світового рейтингу — 518 місце досягла 24 жовтня 2005, парну — 321 місце — 3 квітня 2006 року.
Здобула 3 парні титули туру ITF.
Завершила кар'єру 2007 року.

## Фінали ITF

### Одиночний розряд (0–1)
| Результат | Ранг | Дата          | Турнір             | Покриття | Суперниця      | Рахунок  |
| --------- | ---- | ------------- | ------------------ | -------- | -------------- | -------- |
| Поразка   | 1.   | 6 грудня 2004 | ITF Колката, Індія | Тверде   | Анкіта Бгамбрі | 3–6, 5–7 |

### Парний розряд (3–4)
| Результат | Ранг | Дата            | Турнір                         | Покриття | Партнерка        | Суперниці                                  | Рахунок       |
| --------- | ---- | --------------- | ------------------------------ | -------- | ---------------- | ------------------------------------------ | ------------- |
| Поразка   | 1.   | 12 серпня 2002  | ITF Nakhon Ratchasima, Таїланд | Тверде   | Ху Чін-Бі        | Ліза Андріяні Вукірасіх Савондарі          | 2–6, 1–6      |
| Перемога  | 2.   | 16 вересня 2002 | ITF Гайдарабад, Індія          | Тверде   | Ху Чін-Бі        | Шруті Дгаван Шітхаль Ґутхам                | 6–2, 6–2      |
| Поразка   | 3.   | 5 жовтня 2003   | ITF Джакарта, Індонезія        | Тверде   | Шруті Дгаван     | Септі Менде Maya Rosa                      | 6–7(6), 4–6   |
| Поразка   | 4.   | 24 жовтня 2004  | ITF Пуне, Індія                | Тверде   | Тасша Вітаявірой | Акгуль Аманмурадова Сай Джаялакшмі Джаярам | 3–6, 6–4, 3–6 |
| Перемога  | 5.   | 6 грудня 2004   | ITF Колката, Індія             | Тверде   | Шруті Дгаван     | Анкіта Бгамбрі Санаа Бгамбрі               | 6–2, 7–5      |
| Перемога  | 6.   | 30 жовтня 2005  | ITF Мумбаї, Індія              | Тверде   | Тасша Вітаявірой | Ніколе Клеріко Ксенія Палкіна              | 5–7, 7–5, 6–3 |
| Поразка   | 7.   | 30 липня 2006   | ITF Бангкок, Таїланд           | Тверде   | Тасша Вітаявірой | Аю Фані Дамаянті Нудніда Луангам           | 2–6, 2–6      |